# Grande Prêmio do Brasil de 2015
O Grande Prêmio do Brasil de 2015 (formalmente Formula 1 Grande Prêmio Petrobras do Brasil 2015) foi uma corrida de Fórmula 1 disputada em 15 de novembro de 2015 no Autódromo José Carlos Pace, em São Paulo, Brasil. Foi a décima oitava e penúltima etapa da temporada de 2015.
Antes da largada, prestaram um minuto de silêncio em homenagens às vítimas do atentado terrorista em Paris, França do dia 13 de novembro.
Nico Rosberg largou na primeira posição e venceu a corrida, sendo a segunda vez seguida neste Grande Prêmio. Garantiu também o vice-campeonato da temporada diante de seu compatriota Sebastian Vettel.

## Pneus
- Commons

| Nome do composto | Cor | Banda de rolamento | Condições de Tempo | Dry Type | Aderência | Longevidade |
| ---------------- | --- | ------------------ | ------------------ | -------- | --------- | ----------- |
| Macio            |     | Slick (P Zero)     | Seco               | Soft     | Médio     | Médio       |
| Médio            |     | Slick (P Zero)     | Seco               | Medium   | Médio     | Médio       |

## Resultados

### Treino classificatório
| Pos.                     | Nº | Piloto           | Construtor             | Q1        | Q2       | Q3       | Grid |
| ------------------------ | -- | ---------------- | ---------------------- | --------- | -------- | -------- | ---- |
| 1                        | 6  | Nico Rosberg     | Mercedes               | 1:11.746  | 1:12.213 | 1:11.282 | 1    |
| 2                        | 44 | Lewis Hamilton   | Mercedes               | 1:11.682  | 1:11.665 | 1:11.360 | 2    |
| 3                        | 5  | Sebastian Vettel | Ferrari                | 1:12.240  | 1:11.928 | 1:11.804 | 3    |
| 4                        | 77 | Valtteri Bottas  | Williams-Mercedes      | 1:12.934  | 1:12.374 | 1:12.085 | 7 2  |
| 5                        | 7  | Kimi Räikkönen   | Ferrari                | 1:12.185  | 1:12.243 | 1:12.144 | 4    |
| 6                        | 27 | Nico Hülkenberg  | Force India-Mercedes   | 1:12.595  | 1:12.485 | 1:12.265 | 5    |
| 7                        | 26 | Daniil Kvyat     | Red Bull-Renault       | 1:12.730  | 1:12.527 | 1:12.322 | 6    |
| 8                        | 19 | Felipe Massa     | Williams-Mercedes      | 1:12.980  | 1:12.858 | 1:12.415 | 8    |
| 9                        | 3  | Daniel Ricciardo | Red Bull-Renault       | 1:12.639  | 1:12.825 | 1:12.417 | 191  |
| 10                       | 33 | Max Verstappen   | Toro Rosso-Renault     | 1:12.824  | 1:12.712 | 1:12.739 | 9    |
| 11                       | 12 | Felipe Nasr      | Sauber-Ferrari         | 1:13.111  | 1:12.989 |          | 134  |
| 12                       | 55 | Carlos Sainz Jr. | Toro Rosso-Renault     | 1:13.267  | 1:13.045 |          | 10   |
| 13                       | 11 | Sergio Perez     | Force India-Mercedes   | 1:13.140  | 1:13.147 |          | 11   |
| 14                       | 9  | Marcus Ericsson  | Sauber-Ferrari         | 1:13.346  | 1:13.233 |          | 12   |
| 15                       | 8  | Romain Grosjean  | Lotus-Mercedes         | 1:13.056  | 1:13.913 |          | 14   |
| 16                       | 13 | Pastor Maldonado | Lotus-Mercedes         | 1:13.385  |          |          | 15   |
| 17                       | 22 | Jenson Button    | McLaren-Honda          | 1:13.425  |          |          | 16   |
| 18                       | 53 | Alexander Rossi  | Manor Marussia-Ferrari | 1:16.151  |          |          | 17   |
| 19                       | 28 | Will Stevens     | Manor Marussia-Ferrari | 1:16.283  |          |          | 18   |
| Tempo dos 107%: 1:16.700 |    |                  |                        |           |          |          |      |
| –                        | 14 | Fernando Alonso  | McLaren-Honda          | Sem tempo |          |          | 20 3 |
| Fonte:                   |    |                  |                        |           |          |          |      |

Notas
↑1  - Daniel Ricciardo perde dez posições do grid por trocar o motor do seu carro.
↑2  - Valtteri Bottas perde três posições do grid em razão de um incidente no 2º treino livre que havia ultrapassado um carro da Sauber sob bandeira vermelha.
↑3  - Fernando Alonso não conseguiu fazer o tempo por ter um problema no carro.
↑4  - Felipe Nasr perde três posições por envolvimento no incidente com Felipe Massa durante o Q1.

### Corrida
| Pos.   | Nu. | Piloto           | Construtor             | Voltas | Tempo/Retirado      | Grid | Pontos |
| ------ | --- | ---------------- | ---------------------- | ------ | ------------------- | ---- | ------ |
| 1      | 6   | Nico Rosberg     | Mercedes               | 71     | 1:31:09.090         | 1    | 25     |
| 2      | 44  | Lewis Hamilton   | Mercedes               | 71     | +7.756              | 2    | 18     |
| 3      | 5   | Sebastian Vettel | Ferrari                | 71     | +14.244             | 3    | 15     |
| 4      | 7   | Kimi Räikkönen   | Ferrari                | 71     | +47.543             | 4    | 12     |
| 5      | 77  | Valtteri Bottas  | Williams-Mercedes      | 70     | +1 volta            | 7    | 10     |
| 6      | 27  | Nico Hulkenberg  | Force India-Mercedes   | 70     | +1 volta            | 5    | 8      |
| 7      | 26  | Daniil Kvyat     | Red Bull-Renault       | 70     | +1 volta            | 6    | 6      |
| 8      | 8   | Romain Grosjean  | Lotus-Mercedes         | 70     | +1 volta            | 14   | 4      |
| 9      | 33  | Max Verstappen   | Toro Rosso-Renault     | 70     | +1 volta            | 9    | 2      |
| 10     | 13  | Pastor Maldonado | Lotus-Mercedes         | 70     | +1 volta            | 15   | 1      |
| 11     | 11  | Sergio Perez     | Force India-Mercedes   | 70     | +1 volta            | 11   |        |
| 12     | 3   | Daniel Ricciardo | Red Bull-Renault       | 70     | +1 volta            | 19   |        |
| 13     | 12  | Felipe Nasr      | Sauber-Ferrari         | 70     | +1 volta            | 13   |        |
| 14     | 22  | Jenson Button    | McLaren-Honda          | 70     | +1 volta            | 16   |        |
| 15     | 14  | Fernando Alonso  | McLaren-Honda          | 70     | +1 volta            | 20   |        |
| 16     | 9   | Marcus Ericsson  | Sauber-Ferrari         | 69     | +2 voltas           | 14   |        |
| 17     | 28  | Will Stevens     | Manor Marussia-Ferrari | 67     | +4 voltas           | 18   |        |
| 18     | 53  | Alexander Rossi  | Manor Marussia-Ferrari | 67     | +4 voltas           | 17   |        |
| Ret    | 55  | Carlos Sainz Jr. | Toro Rosso-Renault     | 0      | Unidade de potência | 10   |        |
| DSQ    | 19  | Felipe Massa     | Williams-Mercedes      | 70     | Desclassificado1    | 8    |        |
| Fonte: |     |                  |                        |        |                     |      |        |

Notas
↑1  - Felipe Massa foi desclassificado da corrida por irregularidades na temperatura e pressão dos pneus. O pneu traseiro direito do carro do brasileiro estava com 137ºC de temperatura, 27ºC acima da medida permitida de 110ºC, e com pressão 0.1psi libras por polegada quadrada absoluta, abaixo do mínimo de 20.6psi, limites estabelecidos pela Pirelli.

## Tabela do campeonato após a corrida
Somente as cinco primeiras posições estão incluídas nas tabelas.
| Pos | Piloto           | Pontos | Var |
| --- | ---------------- | ------ | --- |
| 1   | Lewis Hamilton   | 363    | 0   |
| 2   | Nico Rosberg     | 297    | 0   |
| 3   | Sebastian Vettel | 266    | 0   |
| 4   | Valtteri Bottas  | 136    | 0   |
| 5   | Kimi Räikkönen   | 135    | 0   |

| Pos | Construtor           | Pontos | Var |
| --- | -------------------- | ------ | --- |
| 1   | Mercedes             | 660    | 0   |
| 2   | Ferrari              | 401    | 0   |
| 3   | Williams-Mercedes    | 253    | 0   |
| 4   | Red Bull-Renault     | 178    | 0   |
| 5   | Force India-Mercedes | 120    | 0   |

|  |              |
|  | Campeão      |
|  | Vice-Campeão |
|  | 3º Colocado  |